# Never Too Late (Three Days Grace)
Never Too Late è un brano del gruppo musicale canadese Three Days Grace, pubblicato come terzo singolo estratto dall'album One-X.

## Il brano
Il brano è stato scritto da Adam Gontier, cantante del gruppo, nel periodo in cui è stato in riabilitazione per una dipendenza da Ossicodone. Della canzone è stato anche girato un videoclip.

## Formazione
- Adam Gontier - voce, chitarra acustica
- Barry Stock - chitarra solista
- Brad Walst - basso
- Neil Sanderson - batteria, cori

## Classifiche
| Classifica (2007)             | Posizione |
| ----------------------------- | --------- |
| Canada (digital)              | 18        |
| Stati Uniti                   | 71        |
| Stati Uniti (adult top 40)    | 13        |
| Stati Uniti (alternative)     | 2         |
| Stati Uniti (digital)         | 30        |
| Stati Uniti (mainstream rock) | 1         |
| Stati Uniti (pop)             | 12        |
| Stati Uniti (pop 100)         | 19        |
| Stati Uniti (pop 100 airplay) | 17        |

## Edizioni
È stato pubblicato in 3 formati:
- Singolo promozionale
- Singolo con suoneria[5]
- Singolo con versione acustica e video musicale.